# Unión de Partidos Latinoamericanos
De Unión de Partidos Latinoamericanos (Nederlands: Unie van Latijns-Amerikaanse Partijen, UPLA) is een regionaal samenwerkingsverband van centrumrechtse en rechtse politieke partijen in Latijns-Amerika. De UPLA is aangesloten bij Internationale Democratische Unie, een internationale organisatie van centrumrechtse politieke partijen.
De UPLA werd op 22 november 1992 opgericht. De huidige voorzitter is Armando Calderón Sol, van 1994 tot 1999 president van El Salvador.

## Aangesloten partijen
Bolivia
- Acción Democrática Nacionalista

 Chili
- Unión Demócrata Independiente
- Renovación Nacional

 Colombia
- Partido Conservador Colombiano

 Ecuador
- Partido Social Cristiano

 Guatemala
- Partido Unionista
- Partido de Avanzada Nacional

 Honduras
- Partido Nacional

 Nicaragua
- Partido Conservador

 Paraguay
- Asociación Nacional Republicana/Partido Colorado

 Peru
- Partido Popular Cristiano

 Dominicaanse Republiek
- Partido Reformista Social Cristiano
- Fuerza Nacional Progresista

 El Salvador
- Alianza Republicana Nacionalista

 Venezuela
- Proyecto Venezuela